# Sedum seelemannii
Sedum seelemannii är en fetbladsväxtart som beskrevs av R.-hamet. Sedum seelemannii ingår i Fetknoppssläktet som ingår i familjen fetbladsväxter. Inga underarter finns listade i Catalogue of Life.